# Айтел Фридрих I (Хоенцолерн)
Айтел Фридрих I фон Хоенцолерн (на немски: Eitel Friedrich I von Hohenzollern, * ок. 1384, † 1439) от швабската линия на Хоенцолерните е граф на Хоенцолерн от 1401 до 1433 г.
Той е син на граф Фридрих XI фон Хоенцолерн († 1401) и графиня Аделхайд фон Фюрстенберг († 1413).
Той е по-малък брат и конкурент на Фридрих XII, с когото си поделят територията и имат постоянни конфликти за наследството. Айтел Фридрих обсажда през 1422 г. брат си в замък Цолерн с помощта на швабския градски съюз и Дом Вюртемберг. След десет месеца обсада съюзниците побеждават през 1423 г., крал Сигизмунд заповядва разрушаването на замъка и забранява неговото възстановяване за винаги. Айтел Фридрих не участва в разрушаването.
Над Фридрих XII през 1418 г. е обявена присъда от императорския съд в Ротвайл и той бяга. Земите му трябва да се дадат на Айтел Фридрих. През 1423 г. цялата собственост на Хоенцолерн отива на Дом Вюртемберг.
През 1426 г. Айтел Фридрих I се сдобрява с Фридрих, но той стои затворен от 1428/1429 до 1440 г. от графиня Хенриета дьо Монбеляр († 1444). Затова от 1429 г. управлението на територията се води от Айтел Фридрих. Той огранизира ново архива и управлението на зрмите и финансите.

## Фамилия
През 1432 г. Айтел Фридрих I се жени за фрайхерин Урсула фон Рецюнс († 17 февруари 1477). Тя е дъщеря наследничка на Георг Брун фон Рецюнс. След смъртта на Айтел Фридрих тя се омъжва за Зигмунд фон Хоенберг († пр. 1440). След дълги наследствени караници Цолерните наследяват 1461 г. господството Рецюнс (в кантон Граубюнден, Швейцария).
Айтел Фридрих I и Урсула имат децата:
- Йост Николаус I (* 1433, † 9 февруари 1488), граф на Хоенцолерн, от 1448 женен за графиня Агнес фон Верденберг-Хайлигенберг (1434 – 1467)
- Хайнрих (* 1434, (8 септември 1438?), † 1458 ?)
- Аделхайд († 8 февруари 1502), абтиса в Оберщенфелд